# Massa del Turlo
La Massa del Turlo (o Monte Giandolino; Ds Türli in walser) è una montagna delle Alpi Pennine alta 1.960 m s.l.m. e situata tra la Valsesia e la Valle Strona. La sua cima si trova alla convergenza tra i territori comunali di Sabbia (VC), Varallo Sesia (VC) e Valstrona (VB).

Il termine Massa viene spesso usato in Valsesia per indicare una montagna o comunque una elevazione del terreno (es. Massa della Sajunca, Massa del Castello, Massa dei Ratei ...).

## Descrizione
La montagna è situata sul crinale che divide il bacino del Sesia da quello dello Strona; verso nord l'evidente insellatura del Passo della Forcolaccia (1.853 m) la separa dall'omonimo Monte Forcolaccia (2.034 m).
Lo spartiacque principale prosegue verso sud-est verso La Mazza (1.811 m) e il Colle del Campo (1.571 m). In direzione sud-ovest dalla Massa del Turlo si origina invece l'evidente dorsale che separa la Val Sabbiola dalla Val Bagnola, entrambe rami laterali della Val Mastallone.

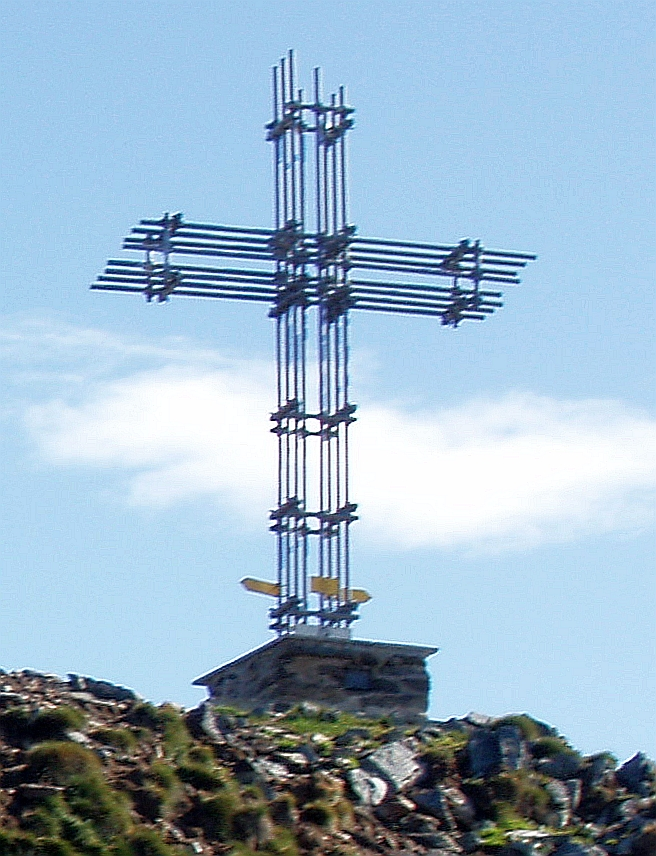
La croce di vetta

Sulla cima della montagna, prevalentemente erbosa, sorge un'alta croce metallica. Questa fu posizionata nel giugno del 1982 in sostituzione di quella preesistente, ormai in cattivo stato. In vetta è anche collocato il punto geodetico trigonometrico dell'IGM denominato Massa Del Turlo (cod. 030170).
La Massa del Turlo, ben individuabile anche da lontano, è una delle mete escursionistiche più note e frequentate della zona sia per la relativa facilità dell'accesso sia per l'ampio panorama che si gode dalla cima. 
Oltre che il vicino Monte Rosa questo comprende anche montagne come Mischabel, Weissmies, Monte Leone e Resegone, i laghi d'Orta e Maggiore e nelle belle giornate lo sguardo può arrivare fino a Milano.

## Accesso alla cima
Una via di salita molto nota è quella che parte dall'alpe Piane di Cervarolo; il sentiero percorre quasi integralmente il crinale nord-ovest e raggiunge la vetta dopo essere passato per la modesta Cima di Ventolaro (1.619 m).
La cima si può raggiungere inoltre dall'Alpe Camasca (1.230 m), in Val Strona (comune di Quarna Sotto). Anche in questo caso la difficoltà escursionistica è di tipo E. Meno agevole è invece la salita da nord per il Passo della Forcolaccia.

## Punti di appoggio
Nei pressi delle Piane di Cervarolo si trovano due rifugi: il rifugio Gaudenzio Cerini (gestito da privati) e il rifugio del Gruppo Camosci (CAI di Varallo). Entrambi sono aperti durante la stagione estiva.

## Cartografia
- Cartografia ufficiale italiana in scala 1:25.000 e 1:100.000, Istituto Geografico Militare.
- Carta dei sentieri e stradale scala 1:50.000 n. 10 Monte Rosa Alagna Macugnaga, Torino, Istituto Geografico Centrale.